# Boyanup
Boyanup är en ort i Australien.
Boyanup ligger i delstaten Väst-Australien i den sydvästra jordbruksregionen vid Prestonfloden, 195 km söder om delstatshuvudstaden Perth och 18 km sydost om Bunbury.
Ursprunget till namnet Boyanup är noongar-aboriginskt och betyder "plats med stenar".
Den förste europén på platsen var militären och engelsmannen Henry William Bunbury som 1836 reste runt i området och fann det idealiskt för jordbruk.
Boyanup domineras fortfarande av jordbruk.